# San Martín (Meta)
San Martin je naselje u kolumbijskom departmanu Meta. Naselje na nadmorskoj visini od 405m, ima ukupno 21511 stanovnika, na području od 6652km2.
Osnovano je 11. studenog 1585.g.